# Đường tỉnh 153
Đường tỉnh 153 hay tỉnh lộ 153, viết tắt ĐT153 hay TL153, là đường tỉnh ở các huyện Bảo Thắng, Bắc Hà, Si Ma Cai và Mường Khương, tỉnh Lào Cai.
Đường xuất phát từ ngã ba Cốc Xâm trên Quốc lộ 70, xã Phong Niên, huyện Bảo Thắng 22°23′25″B 104°14′1″Đ / 22,39028°B 104,23361°Đ, đi hướng bắc, qua các xã Bảo Nhai, thị trấn Bắc Hà.
Theo Wikimapia thì đường kết thúc ở xã Lùng Phình và tuyến đường dài 37 km.
Theo các bản đồ , Google Maps và các văn liệu về giao thông Lào Cai, thì ĐT153 đi tiếp hướng bắc, qua thị trấn Si Ma Cai tới xã Pha Long 22°49′8″B 104°14′20″Đ / 22,81889°B 104,23889°Đ.
Tại đây đường đổi hướng tây nam đến Đường tỉnh 154 tại Ngã ba Nà Bủ, xã Tung Chung Phố và kết thúc tại Ngã ba Quốc lộ 4D thuộc thị trấn Mường Khương.
Bản "Danh mục địa danh... Lào Cai" gọi đoạn đường từ quốc lộ 70 tới thị trấn Si Ma Cai là "đường tỉnh Bắc Ngầm - Si Ma Cai" , trong đó ngã ba Bắc Ngầm là điểm nối quốc lộ 4E vào quốc lộ 70.